# Napoléon (pirovascello)
Il Napoléon era un pirovascello della Marine Nationale francese, e fu il primo vascello di linea ad essere dotato della propulsione a vapore.

## Storia
Varata nel 1850, era la prima nave di una classe di nove corazzate, tutte costruite nell'arco di dieci anni. Questa classe di navi è stata progettata dal famoso designer navale Henri Dupuy de Lôme. Originariamente doveva essere chiamata Prince de Joinville, in onore di François d'Orléans, Principe di Joinville, ma fu ribattezzata 24 Février durante la Seconda Repubblica francese per celebrare l'abdicazione di Luigi Filippo I, e successivamente a Napoleone nel maggio 1850, un pochi giorni dopo il suo lancio. Il principe di Joinville ha menzionato l'incidente nel suo Vieux Souvenirs, scrivendo amaramente "Ne rido ancora".
Prima dell'adozione sperimentale dell'elica nelle navi da guerra negli anni '40 dell'Ottocento, l'unica tecnologia a vapore disponibile era quella delle ruote a pale, che, a causa del loro posizionamento sul lato dello scafo e dei grandi macchinari che richiedevano, non erano compatibili con il cannone a bordata disposizione delle corazzate.
Dupuy de Lôme concepì e realizzò lo schema più audace di progettare un rivestimento a vite a piena potenza, e nel 1847 fu ordinato Le Napoléon. Il suo successo rese necessaria la ricostruzione a vapore delle flotte del mondo. Fu varata nel 1850, provata nel 1852, e raggiunse una velocità di quasi 14 nodi (26 km / h). Durante la guerra di Crimea le sue prestazioni attirarono grande attenzione, e il tipo che rappresentava fu ampiamente aumentato di numero. Lei era di circa 240 piedi (73 m). di lunghezza, 55 piedi (17 m) di larghezza e 5.000 tonnellate di dislocamento, con due ponti cannoni. Nel suo progetto l'audacia e la prudenza erano ben combinate. Le buone qualità delle navi di linea di battaglia che erano state garantite da il genio di Sané e dei suoi colleghi fu mantenuto, mentre le nuove condizioni implicate nell'introduzione della forza del vapore e della grande fornitura di carbone furono pienamente soddisfatte.